# Erwin Leiser
Erwin Leiser, né le 16 mai 1923 à Berlin (Allemagne) et mort le 22 août 1996 à Zurich (Suisse), est un réalisateur, scénariste et producteur allemand.

## Filmographie

### comme réalisateur
- 1960 : Mein Kampf (Blodiga tiden, Den)
- 1961 : Eichmann, l'homme du 3e reich (Eichmann und das dritte Reich)
- 1963 : Wähle das Leben
- 1968 : Zum Beispiel: Fritz Lang
- 1968 : Deutschland, erwache! (TV)
- 1972 : Keine Welt für Kinder
- 1973 : Ich lebe in der Gegenwart - Versuch über Hans Richter
- 1982 : Leben nach dem Überleben (TV)
- 1985 : Hiroshima - Erinnern oder Vergessen
- 1985 : Die Mitläufer
- 1987 : Die Welt im Container
- 1988 : Die Feuerprobe - Novemberpogrom 1938
- 1993 : Pimpf war jeder
- 1993 : Die UFA - Mythos und Wirklichkeit (TV)
- 1995 : Zehn Brüder sind wir gewesen (TV)
- 1995 : Otto John: Eine deutsche Geschichte
- 1995 : Feindbilder (TV)

### comme scénariste
- 1960 : Vainqueurs et vaincus (Blodiga tiden, Den)
- 1963 : Wähle das Leben
- 1968 : Deutschland, erwache! (TV)
- 1972 : Keine Welt für Kinder
- 1982 : Leben nach dem Überleben (TV)
- 1985 : Hiroshima - Erinnern oder Vergessen
- 1988 : Die Feuerprobe - Novemberpogrom 1938
- 1993 : Pimpf war jeder
- 1995 : Zehn Brüder sind wir gewesen (TV)
- 1995 : Feindbilder (TV)

### comme Producteur
- 1982 : Leben nach dem Überleben (TV)
- 1985 : Hiroshima - Erinnern oder Vergessen